# Makrelen (1893)
Makrelen – duński torpedowiec z lat 90. XIX wieku, jedna z dwóch zbudowanych jednostek typu Nordkaperen. Okręt został zwodowany 2 grudnia 1893 roku w stoczni Orlogsværftet w Kopenhadze, a do służby w Kongelige Danske Marine wcielono go w 1894 roku. Jednostka została skreślona z listy floty w 1920 roku.

## Projekt i budowa
Torpedowce 1. klasy typu Nordkaperen były pierwszymi okrętami tej klasy zbudowanymi w Danii z krajowych materiałów . „Makrelen” powstał w stoczni Orlogsværftet w Kopenhadze . Stępkę okrętu położono w 1893 roku, a zwodowany został 2 grudnia 1893 roku .

## Dane taktyczno–techniczne
Okręt był torpedowcem o długości całkowitej 42,5 metra, szerokości całkowitej 4,34 metra i zanurzeniu 2,22 metra . Wyporność pełna wynosiła 127 ton . Okręt napędzany był przez pionową maszynę parową o mocy 1300 KM, do której parę dostarczały dwa kotły lokomotywowe . Maksymalna prędkość napędzanej jedną śrubą jednostki wynosiła 19 węzłów . Okręt zabierał 16 ton węgla.
Uzbrojenie artyleryjskie jednostki składało się z dwóch pojedynczych  działek rewolwerowych Hotchkiss M1873 kalibru 37 mm M1875 L/17 . Okręt wyposażony był w dwie dziobowe wyrzutnie torped kalibru 450 mm oraz podwójny aparat torpedowy kalibru 381 mm .
Załoga okrętu składała się z 20 oficerów, podoficerów i marynarzy .

## Służba
„Makrelen” został przyjęty do służby w Kongelige Danske Marine w 1894 roku . W 1918 roku oznaczenie okrętu zmieniono na T6, a w 1920 roku na P2 . Jednostka została wycofana ze służby w 1920 roku .